# Combat du cap Finisterre
Guerre d'indépendance des États-Unis
Le combat du cap Finisterre est un combat naval en 1778 à l'issue indécise entre le navire de ligne français Triton contre le navire de ligne britannique HMS Jupiter aidée de la frégate HMS Medea, au large du cap Finisterre dans le golfe de Gascogne. Une rafale de vent et de pluie, et l'obscurité impénétrable de la nuit, séparent les combattants.

## Contexte
Le déclenchement de la guerre d'indépendance américaine détériore les relations entre la France et la Grande-Bretagne. Après avoir signé un traité d'alliance formel avec les États-Unis en février 1778, la France rompt les relations diplomatiques et déclare la guerre à la Grande-Bretagne le 16 mars 1778.

## Combat
Le 20 octobre, le navire de ligne français Triton du capitaine Gaspard de Ligondès, croisant dans le golfe de Gascogne, rencontre le navire de ligne britannique Jupiter, du capitaine Francis Reynolds, et la frégate Medea, du capitaine James Montague. Vers 17 heures, les deux camps sont à bout portant ; Jupiter se range d'un côté de Triton, Médée de l'autre côté, à la tombée de la nuit, et ils font feu sur le Triton. Ligondès réussit à tourner la même bordée vers ses deux assaillants, mettant Médée hors de combat d'un tir sous la ligne de flottaison après la première demi-heure de combat. Mais il est blessé aux deux bras peu après et doit remettre le commandement au lieutenant Joachim de Roquart. Médée se retire du combat; Triton et Jupiter continuent à échanger des tirs pendant plus de deux heures, jusqu'à ce qu'une rafale de vent et de pluie, ajoutée à l'obscurité impénétrable de la nuit, séparent les combattants.

## Conséquences
Le Triton compte treize hommes tués et une vingtaine de blessés. Le navire a cinquante balles dans sa coque ou ses mâts, et ses voiles et son gréement sont très coupés, mais le capitaine Reynolds rapporte qu'il est encore capable de naviguer. Le Jupiter doit retourner à Lisbonne, capitale du Portugal, pour se remettre en état avec trois tués et sept blessés. Enfin, la frégate Médée compte un tué et trois blessés.
Ligondès meurt de sa blessure à Brest le 26 janvier 1779.